# Đội tuyển bóng đá bãi biển quốc gia Nigeria
Đội tuyển bóng đá bãi biển quốc gia Nigeria đại diện Nigeria ở các giải thi đấu bóng đá bãi biển quốc tế và được điều hành bởi Liên đoàn bóng đá Nigeria, cơ quan quản lý bóng đá ở Nigeria.

## Đội hình hiện tại
Chính xác tính đến tháng 12 năm 2016.
Huấn luyện viên: Audu Adamu
| Số | VT | Cầu thủ            | Ngày sinh (tuổi)  | Trận | Bàn | Câu lạc bộ                                   |
| -- | -- | ------------------ | ----------------- | ---- | --- | -------------------------------------------- |
| 1  | TM | Godwin Tale        | 11 tháng 11, 2000 |      |     | Bản mẫu:Country data NBB Confluence Beach FC |
| 2  | HV | Emmanuel Owhoferia | 10 tháng 12, 1992 |      |     | Bản mẫu:Country data NBB Owibeseb FC         |
| 3  | HV | Ogbonnaya Okemmiri | 13 tháng 6, 1986  |      |     | Bản mẫu:Country data NBB Abia Warriors F.C.  |
| 4  | TV | Lukman Ibrhim      | 19 tháng 10, 1999 |      |     | Bản mẫu:Country data NBB Kada Stars FC       |
| 5  | HV | Godspower Igudia   | 13 tháng 8, 1993  |      |     | Bản mẫu:Country data NBB Akwa United F.C.    |
| 6  | TV | Victor Tale        | 9 tháng 9, 1989   |      |     | Bản mẫu:Country data NBB Kogi United         |
| 7  | TĐ | Isiaka Olawale     | 11 tháng 11, 1983 |      |     | Bản mẫu:Country data NBB El-Kanemi Warriors  |
| 8  | TĐ | Azeez Abu          | 31 tháng 5, 1994  |      |     | Bản mẫu:Country data NBB Enyimba             |
| 9  | TĐ | Fuwad Badmus       | 20 tháng 8, 1993  |      |     | Bản mẫu:Country data NBB Owibeseb FC         |
| 10 | TĐ | Emeka Ogbonna      | 11 tháng 1, 1992  |      |     | Bản mẫu:Country data NBB Leads United FC     |
| 11 | TĐ | Suleman Mohammed   | 20 tháng 9, 1996  |      |     | Bản mẫu:Country data NBB Ifeanyi Ubah        |
| 12 | TM | Godwin Ayalogu     | 11 tháng 12, 1985 |      |     | Bản mẫu:Country data NBB Rivers United F.C.  |

## Thành tích
- Mùa giải 2006
  - Giải vô địch bóng đá bãi biển châu Phi: Á quân
  - Giải vô địch bóng đá bãi biển thế giới 2006: Vòng bảng
- Mùa giải 2007
  - Giải vô địch bóng đá bãi biển châu Phi: Vô địch
  - Giải vô địch bóng đá bãi biển thế giới 2007: Tứ kết
- Mùa giải 2009
  - Giải vô địch bóng đá bãi biển châu Phi: Vô địch
  - Giải vô địch bóng đá bãi biển thế giới 2009: Vòng bảng
- Mùa giải 2011
  - Giải vô địch bóng đá bãi biển châu Phi: Á quân
  - Giải vô địch bóng đá bãi biển thế giới 2011: Tứ kết